# C.C.C.C.
A C.C.C.C. (Cosmic Coincidence Control Center) japán zajzenei együttes. 1989-ben alakultak. Lemezeiket a Cold Spring Records jelenteti meg. Az együttes 1989-től 1997-ig működött. A CCCC zenekart Mayuko Hino alapította. Az együttes feloszlása után Hino visszavonult, majd 2014-ben visszatért és új lemezt adott ki.

## Diszkográfia
- Reflexive Universe (1991)
- Phantasmagoria (1992)
- Cosmic Coincidence Control Center (1992)
- Amplified Crystal (1993)
- Amplified Crystal II (1993)
- Loud Sounds Dopa / Live in U.S.A. (1993)
- Community Center Cyber Crash / Live in Pittsburgh (1994)
- Gnosis (1994)
- Test Tube Fantasy (1994)
- Live at AS 220 (1995)
- Recorded Live at Broken Life Festival, Taipei, Taiwan September 9, 1995 (1995)
- Flash (1996)
- Love & Noise (1996)
- The Beauty of Pollution (1996)
- Rocket Shrine (1997)
- Untitled (1997)
- Polygon Islands 1 & 2 (1998)
- Old Street in Taiwan - Aktion 950907 (2002)
- Chaos is the Cosmos (2007)
- Early Works (box set, 2007)
- Black Light / Black Heat (2009)
- Live at Velvet Sun (2010)
- C.C.C.C. / Junk Sick (2011)
- Tokyo Alive 1995 (Merzbow-val, 2015)